# Homostoma chura
Homostoma chura är en plattmaskart. Homostoma chura ingår i släktet Homostoma och familjen Hexostomatidae. Inga underarter finns listade i Catalogue of Life.